# Baba Dochia

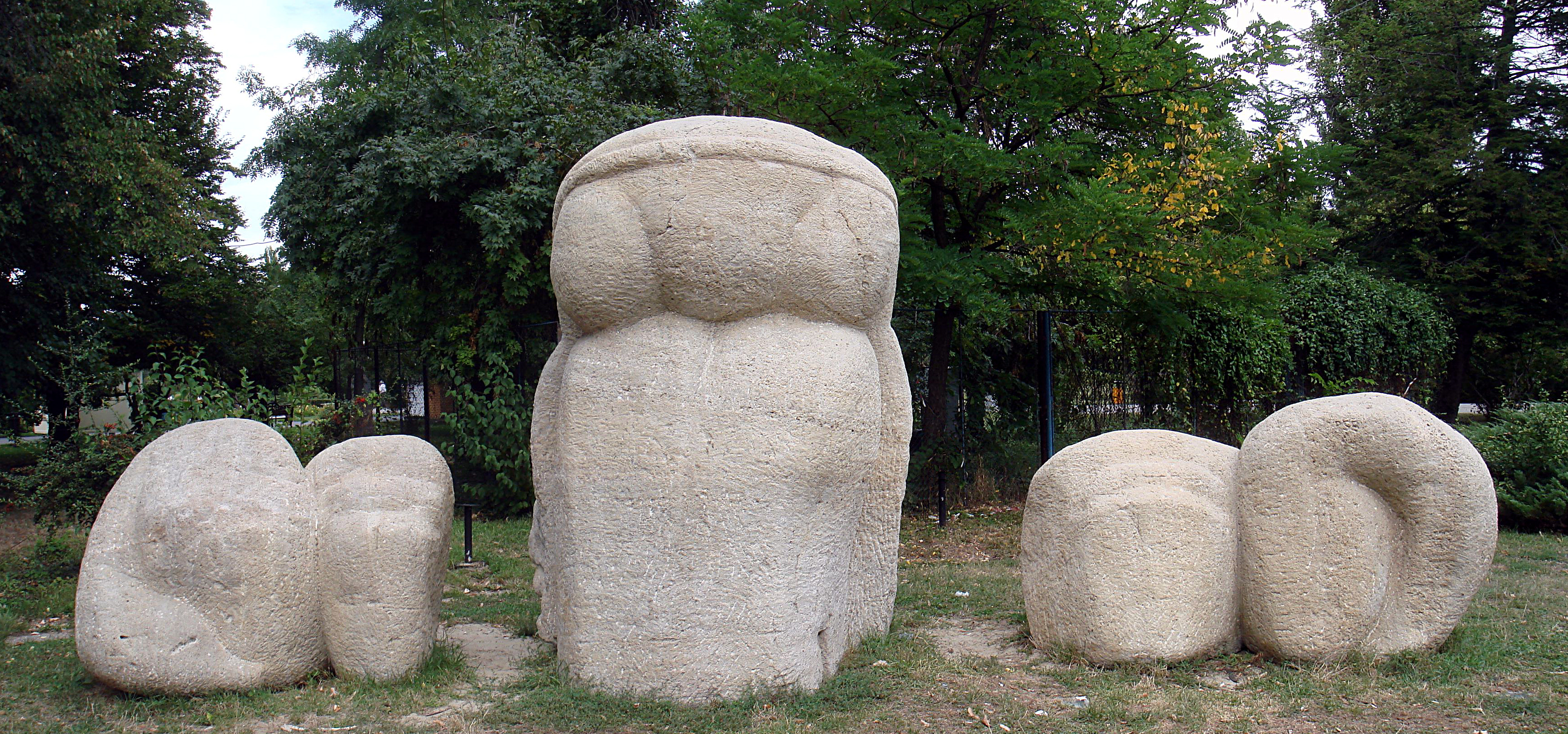
La llegenda de Dochia - escultura de Gheorghe Iliescu-Călinești, parc Herastrau, Bucarest

La Baba Dochia (en català la vella dokia) és una figura de la mitologia romanesa identificada amb el retorn de la primavera. De vegades se l'imagina com «una vella que insulta el mes de març quan surt amb un ramat d'ovelles o cabres». Suposadament, el nom prové del calendari romà d'Orient, que commemora la màrtir santa Eudòxia d'Heliòpolis (Evdokia). La Dochia romanesa personifica la impaciència de la humanitat a l'espera del retorn de la primavera.

## La llegenda de Dragomir
La Baba Dochia té un fill, anomenat Dragomir, que està casat. La Dochia maltracta la seva jove enviant-la a recollir baies al bosc a finals de febrer. Déu s'apareix a la noia com un home vell i l'ajuda en la seva tasca. Quan la Dochia veu les baies, pensa que la primavera ha tornat i marxa a la muntanya amb el seu fill i les seves cabres. Va vestida amb dotze pells de xai, però a la muntanya plou i les pells queden xopes. La Dochia ha de desfer-se de les pells i quan arriba la gelada, pateix del fred amb les seves cabres. El seu fill es congela fins a morir amb un tros de gel a la boca mentre tocava la flauta.

## La llegenda de Dragobete i el mite de Babele
Una altra versió d'aquesta història és que Dragobete es casa amb una noia contra la voluntat de la Baba Dochia. Enfadada amb la decisió del seu fill, envia la seva nora a rentar una mica de llana negra al riu i li diu que no torni fins que la llana s'hagi tornat blanca. La noia intenta rentar-la, però la llana no canviaria de color. Desesperada i amb les mans congelades de l'aigua freda del riu, la noia comença a plorar pensant que mai més no podrà tornar a veure el seu estimat marit. Aleshores, Jesús la veu des del cel i li fa pena, així que li dona una flor vermella dient-li que renti la llana amb això. Tan bon punt renta la llana com li va dir Jesús, es torna blanca, de manera que la nena torna feliç a casa.
Quan la Baba Dochia sent la seva història, s'enfada i pensa que ha arribat la primavera, ja que l'home (que les noies no havien reconegut que eren Jesús) va poder oferir-li una flor. Se'n va cap a la muntanya vestida amb nou abrics. A mesura que el temps canvia ràpidament a la muntanya, comença a llençar-se els abrics, un per un, fins que no queda cap abric. Però tan bon punt cau l'últim abric, el temps torna a canviar i la Baba Dochia queda glaçada a la muntanya.

### Mite Babele
Un mite popular associa els 9 dies de l'1 al 9 de març amb els 9 abrics que porta. El seu esperit apareix cada any per aquella època, provocant tempestes de neu i clima fred abans que comenci la primavera. Les dones solien escollir un dia d'aquests 9 i, segons es deia, si el dia resultava ser serè, serien càlids quan fossin velles i, si el dia resulta fred, es tornarien amargs i freds. En llengua romanesa, babele és el plural de baba, la dona vella.
De vegades, la Dochia es representa com una dona orgullosa que provoca el mes de març, que a canvi es venja prenent allargant dies de febrer.

## Llegenda de Dochia i Trajà
En altres fonts, la Dochia era la filla (o germana) de Decèbal, rei dels dacis. Quan l'emperador romà Trajà conqueria una part del territori daci, la Dochia busca refugi a les muntanyes dels Carpats per evitar casar-s'hi. Es disfressa de pastor i la seva gent de ramat. Quan s'adona que no hi ha fugida, demana al déu suprem daci Zalmoxis que la converteixi en pedra a ella i al seu ramat, convertint-se així en Babele.